# Niszczyciele min typu Lerici
Niszczyciele min typu Lerici – typ dwunastu włoskich niszczycieli min zbudowanych w latach 80. i 90. XX wieku dla włoskiej marynarki wojennej (Marina Militare) przez stocznię Intermarine w Sarzanie. Okręty budowano w dwóch seriach – pierwsza, licząca cztery jednostki została ukończona w 1985 roku, podczas gdy osiem okrętów zmodyfikowanej drugiej serii (zwanej też typem Gaeta) trafiło do służby w latach 1992-1996. W 2015 roku ze służby wycofane zostały dwie jednostki.
Na bazie niszczycieli min typu Lerici skonstruowano również okręty na potrzeby innych krajów – Stanów Zjednoczonych (typ Osprey), Australii (typ Huon), Finlandii (typ Katanpää), Malezji, Nigerii oraz Tajlandii.

## Okręty
Włochy
- I seria
  - „Lerici” (M 5550) – wycofany w 2015 roku
  - „Sapri” (M 5551) – wycofany w 2015 roku
  - „Milazzo" (M 5552)
  - „Vieste” (M 5553)
- II seria (typ Gaeta)
  - „Gaeta” (M5554)(inne języki)
  - „Termoli” (M5555)
  - „Alghero” (M5556)
  - „Numana” (M5557)
  - „Crotone” (M5558)
  - „Viareggio” (M5559)
  - „Chioggia” (M5560)
  - „Rimini” (M5561)

 Australia
- typ Huon – 6 jednostek

 Finlandia
- typ Katanpää – 3 jednostki

 Malezja
- typ Mahamiru – 4 jednostki

 Nigeria
- 2 jednostki

 Stany Zjednoczone
- typ Osprey – 12 jednostek

 Tajlandia
- typ Lat Ya – 2 jednostki